# Forêt de Multonne
La forêt de Multonne est une forêt française à cheval sur les départements de la Mayenne et de l'Orne. Elle est entièrement incluse dans le parc naturel régional Normandie-Maine et dans le Massif armoricain. Elle se présente comme un massif allongé d'est en ouest et dont la crête, qui fait frontière naturelle entre Maine et Normandie, s'étend du mont Souprat (385 m d'altitude) au mont des Avaloirs (416 m), point culminant du Massif armoricain et de tout l'Ouest français. 

## Patrimoine naturel
La forêt de Multonne figure au réseau Natura 2000 au titre de la directive Oiseaux mais aussi de la directive Habitats. Elle se trouve dans le Massif armoricain et donc en petite montagne (jusqu'à 416 m). Les conifères y sont très présents au dessus de 300 m.
Le massif de Multonne est en zone naturelle d'intérêt écologique, faunistique et floristique.

## Patrimoine culturel
Le belvédère du mont des Avaloirs a été construit au mont des Avaloirs, lui-même situé au cœur de la forêt de Multonne.